# Bischwald
Der Bischwald (Ruisseau du Bischwald), teilweise auch Nied genannt, ist ein 13 Kilometer langer linker Zufluss der Nied Allemande im französischen Département Moselle in der Region Grand Est.

## Geographie

### Verlauf
Der Bischwald entspringt in der Wustwiese auf 268 m nur wenig nordöstlich des Dorfes Grostenquin und nordwestlich von Erstroff. Nach rund 130 Meter langem eingedoltem Verlauf nach Nordosten tritt der Bach erstmals in einem kleinen Tümpel inmitten eines Ackers zum Vorschein. Er wird nun nochmals kurz eingedolt, wobei er die restliche Hälfte des Ackers unterquert.
Er erreicht die von Feldern geprägte Flur Dickheck und durchfließt diese meist ohne säumenden Bewuchs, teilweise jedoch von einer Strauchgalerie begleitet, bevor er auf einen Waldrand stößt, welcher hier die Gemeindegrenze zu Freybouse markiert. Der Bischwald wendet sich und fließt für rund 15 Meter nach Südosten und markiert dabei die Grenze zwischen Grostenquin im Westen und Freybouse im Osten, ehe er seinen Kurs ändert und wieder nach Nordosten weiterfließt, wobei er in das schmale aber langgezogene Waldgebiet eintritt. Während er dieses von West nach Ost durchquert, bildet er für rund 210 Meter die Grenze zwischen Freybouse und Erstroff, um danach ganz auf dem Gemeindegebiet von Freybouse weiter zu verlaufen.
Nach Durchquerung des Waldgebietes trifft er wieder auf landwirtschaftlich genutztes Gebiet mit weiterhin wenig ausgeprägter Ufervegetation. Beim südlicheren Dorfteil von Freybouse wendet er sich nach Nordnordwest und passiert dabei kurz darauf den Dorfkern an dessen westlicher Grenze. Nur wenig später ändert der Bach seinen Kurs nach Nordwesten und markiert anfangs die Gemeindegrenze zwischen Freybouse im Süden und Frémestroff im Norden, anschließend die zwischen Grostenquin und Frémestroff, wobei er nun teilweise von einer üppigen Baumgalerie begleitet wird. Bei der Flur Nonnenwaeldchen beim leicht erhöhten Wäldchen Strunkenholz wendet er sich Richtung Nordwesten und bildet zuerst die Grenze zwischen Grostenquin und Laning, kurz darauf die zwischen Grostenquin und Lixing-lès-Saint-Avold.
Der Bischwald erreicht nördlich des Grostenquiner Ortsteils Erlenhof die Langwiese und schlägt nach kurzem Lauf in Richtung Südwesten einen größeren Bogen, nach welchem er nach Norden weiter verläuft. Dabei passiert er rechtsufrig das Spareviertel, ein wasserreiches Waldgebiet, sowie linksseitig das Gelände des Militärflugplatzes Grostenquin, woher die Nied de Bischwald zufließt, welche das Wasser des Étang de Bischwald mit sich führt. Nun sind Bistroff im Westen und Lixing-lès-Saint-Avold im Osten die Bachanrainer. Hier erhält er von rechts das Wasser des Spissertgrabens, während er sich erneut gegen Nordwesten wendet. Nach der Einmündung eines kurzen namenlosen Baches beim Weinacker wechselt dann die Gemeinde Lixing-lès-Saint-Avold mit Lelling ab. Er durchfließt südlich des Dorfes Lelling ein Feuchtgebiet, unterquert die D24 und nimmt bei der Nachtweide von links die rund fünf Kilometer lange Fischerei auf.
Der Bach fließt nun kurz nach Westen und bildet für rund 50 Meter die Gemeindegrenze zwischen Lelling im Norden und Teting-sur-Nied im Süden, ehe er die Grenze bei der Flur Gebruchecken ganz überschreitet. Der Bischwald ändert seinen Kurs nach Nordnordwest und mündet schließlich nach Unterquerung einer kleinen Straßenbrücke auf 247 m zwischen den Dörfern Teting-sur-Nied im Nordwesten und Lelling im Südwesten von links und Osten in den Oberlauf der Nied Allemande, welche hier mit einem mittleren Abfluss von 925 l/s nur geringfügig mehr Wasser mitführt.

### Zuflüsse
Benannte direkte und indirekte Zuflüsse, flussabwärts aufgezählt.
- Nied de Bischwald (Dinkelgraben[6]) (links), 8,7 km
  - Grenzgraben (rechts), 4,2 km
    - Grossgraben (links), 2,2 km

  - Ruisseau de l’Etang de Sauerloch (rechts), 4,9 km
- Spissertgraben (rechts), 3,3 km[7]
  - Baennchenbach (rechts), 2 km[7]
- Fischerei (Ruisseau de la Pêche) (links), 4,6 km[7]
  - Bruhlgraben (links), 1,9 km[7]